# Kmiczynka
Die Kmiczynka (auch unter dem Namen Kamień bekannt) ist ein rechter Zufluss der Huczwa, die selbst ein linker Nebenfluss des Bug ist, in Polen.

## Geografie
Der rund 16 km lange Fluss entspringt bei dem Dorf Wasylów (Gmina Telatyn) und fließt in überwiegend westlicher Richtung bis zu seiner Mündung in die Huczwa bei Dobużek (Gmina Łaszczów).